# Енсино (Њу Мексико)
Енсино (енгл. Encino) град је у америчкој савезној држави Њу Мексико.

## Демографија
По попису из 2010. године број становника је 82, што је 12 (-12,8%) становника мање него 2000. године.
| Група             | 2000.      | 2010.      |
| Белци             | 17 (18,1%) | 26 (31,7%) |
| Афроамериканци    | 0 (0,0%)   | 0 (0,0%)   |
| Азијати           | 0 (0,0%)   | 0 (0,0%)   |
| Хиспаноамериканци | 76 (80,9%) | 55 (67,1%) |
| Укупно            | 94         | 82         |